# پلاوکووو
پلاوکووو (به صربی: Plavkovo) یک منطقهٔ مسکونی در صربستان است که در راشکا واقع شده‌است. پلاوکووو ۶٫۰۷ کیلومتر مربع مساحت و ۷۲ نفر جمعیت دارد و ۶۸۸ متر بالاتر از سطح دریا واقع شده‌است.